# Санту-Тирсу-де-Празинс
Санту-Тирсу-де-Празинс (порт. Santo Tirso de Prazins)  —  район (фрегезия) в Португалии,  входит в округ Брага. Является составной частью муниципалитета  Гимарайнш. Находится в составе крупной городской агломерации Большое Минью. По старому административному делению входил в провинцию Минью. Входит в экономико-статистический  субрегион Аве, который входит в Северный регион. Население составляет 824 человека на 2001 год. Занимает площадь 2,66 км².
Покровителем района считается Санту-Тирсу (порт. Santo Tirso). 